# Chiesa di San Lorenzo (Sasso Marconi)
La chiesa di San Lorenzo è la parrocchiale di Sasso Marconi nella città metropolitana di Bologna. Appartiene al vicariato delle Valli del Reno, Lavino e Samoggia dell'arcidiocesi di Bologna e risale al XIII secolo.

## Storia

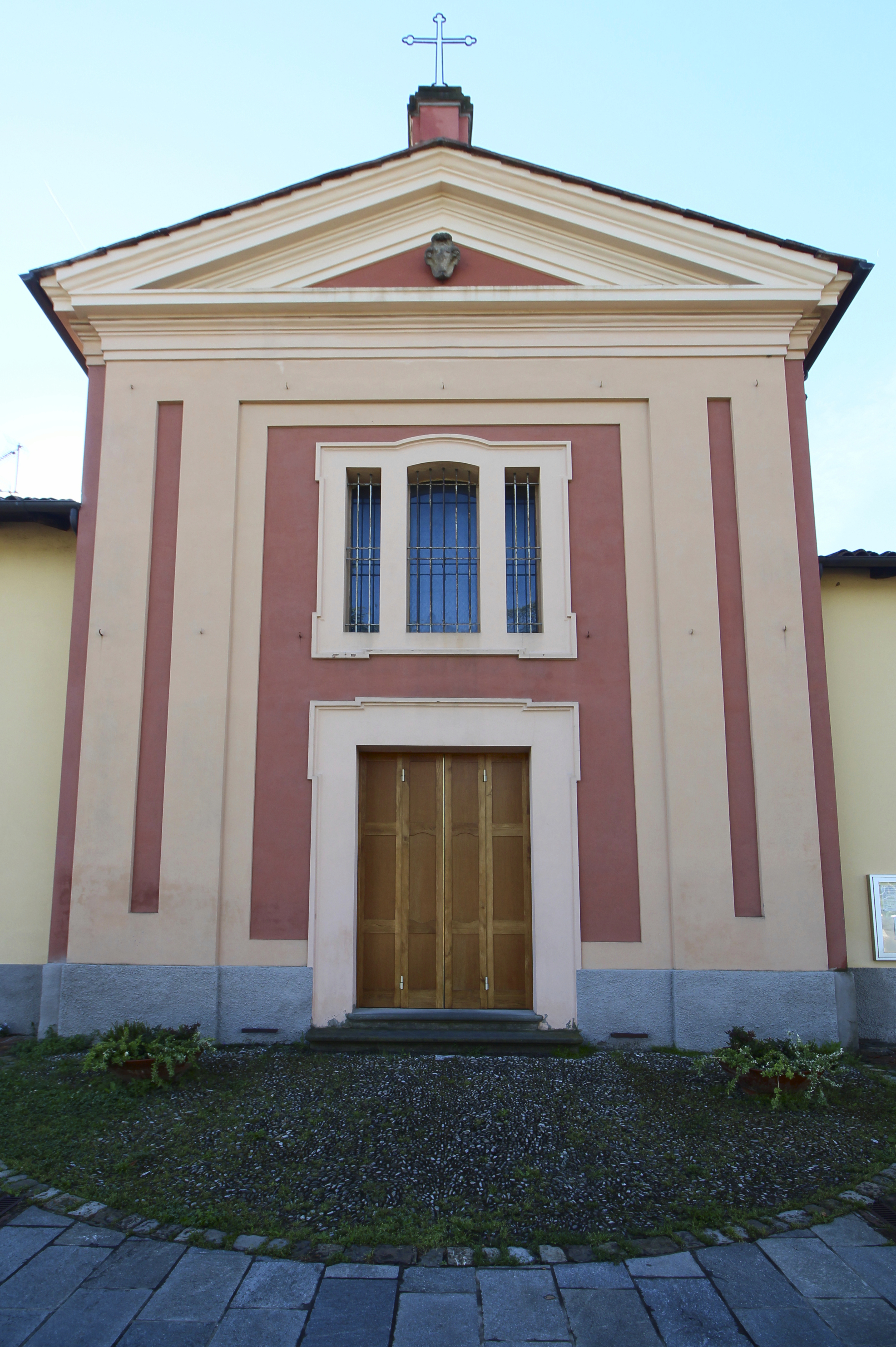
Prospetto principale della chiesa. Al centro del frontone è presente lo stemma nobiliare della nobile famiglia Pepoli.

La chiesa parrocchiale con dedicazione a San Lorenzo inizia la sua storia con quella di un altro antico luogo di culto poi sconsacrato, quello dedicato San Pietro di Castel del Vescovo (Castel del Vescovo è l'antico nome di Sasso Marconi). Già dal periodo etrusco le aree dove sorgono le due chiese appartenevano ad un unico insediamento, allora chiamato Carena.
La scelta del nome originario del borgo deriva dall'abitudine che il vescovo bolognese ebbe di trascorrervi il periodo delle ferie estive e qui il vescovado ebbe vari possedimenti. La prima citazione ufficiale dell'edificio risale a documenti relativi alla riscossione delle decime, del 1300. Nel 1378 venne descritta come legata alla pieve di Santo Stefano di Pontecchio. Nella prima metà del XV secolo risultarono titolari del giuspatronato sul luogo di culto varie personalità locali, come Giovanni Pirondelli, Antonio Norati, Domenico Pignaroli, Bino Aldrovandi, Melchiorre Vizzani, Bartolomeo Cavrara ed altri.
Tra il XVI ed il XVIII secolo i diritti sulla chiesa appartennero sia all'autorità religiosa sia a quella civile. Ufficialmente, con un atto notarile, la giurisdizione venne ceduta ai conti Pepoli, che ne poterono disporre a lungo le nomine dei parroci. Lo stemma nobiliare dei Pepoli è rimasto da quel momento sul frontone della facciata della chiesa e anche sulla bandiera posta sulla cuspide della torre campanaria.
Attorno al 1700 venne costruita la struttura che ci è pervenuta, composta dalla chiesa parrocchiale, dalla torre campanaria e dalla canonica. Nel 1796 vi fu l'invasione delle truppe napoleoniche e le nuove disposizioni imposte dai francesi portarono modifiche sostanziali sia all'amministrazione civile sia a quella ecclesiastica. Il territorio dell'allora Castel del Vescovo tuttavia non venne interessato da grandi mutamenti, neppure a livello parrocchiale.
All'inizio del XIX secolo il territorio comprendeva due parrocchiali e sei oratori. Attorno alla metà del secolo la chiesa risultò descritta in buone condizioni. Attorno all'edificio era presente un camposanto che, nel 1880 fu sostituito da uno nuovo.
Durante la prima metà del XX secolo la situazione parrocchiale non subì particolari cambiamenti. La novità che riguardò la chiesa fu la costruzione di un interessante presepe meccanico tra il 1950 ed il 1970 che ottenne anche riconoscimenti legati al premio istituito dal cardinale Giacomo Lercaro. Nell'ultima parte del secolo alla chiesa è stata aggiunta una struttura polivalente, ad uso della comunità.

## Descrizione

### Esterno
Il complesso religioso si trova nella parte nord di Sasso Marconi ed è formato dalla chiesa con sagrestia, dalla torre campanaria, dalla canonica e recente sala polivalente. Il prospetto principale si trova compreso tra la sala polivalente a nord e un'abitazione. Ha una struttura a capanna che risalta per i suoi colori, rosso mattone e ocra gialla. Il portale di accesso è architravato ed è sormontato da una falsa trifora che porta luce alla sala. Nel timpano classicheggiante è conservato uno stemma lapideo posto dai conti Pepoli quando ebbero giurisdizione sulla parrocchia. La torre campanaria si alza al centro, in posizione arretrata, e ripete le tonalità cromatiche della facciata.

### Interno
La navata interna è unica, e attraverso l'arco santo si accede al presbiterio che ha una balaustra ed è leggermente rialzato e coperto da una volta a botte. Nelle cappelle laterali si trovano i confessionali e il fonte battesimale. Nella sala è presente un organo. Nella sala è conservato il dipinto raffigurante la Madonna, opera seicentesca di Francesco Albani.